# Însurăței
Însurăței es una ciudad con estatus de oraș ubicada en el distrito de Brăila, Muntenia, Rumania. Tiene una población de 7.336 habitantes. En su término municipal se encuentran los poblados de Lacu Rezii (450 hab.), Măru Roșu (124 hab.) y Valea Călmățuiului (121 hab.).

## Geografía
Însurăței está situada en la parte este de la Llanura Rumana, en la orilla derecha del río Călmățui. Está ubicada en la parte sur del distrito por la carretera E577, a 50 km de la ciudad de Brăila. La altitud media de la ciudad está entre 45-50 metros sobre el nivel del mar.

## Historia
Însurăței, en rumano, significa recién casados. La ciudad se fundó tras las reformas de Alexandru Ioan Cuza por una ley promulgada a 26 de agosto de 1864 que ponía en posesión, a los jóvenes casados, de cuatro hectáreas de terreno. Aquí se asentaron 500 familias de jóvenes casados, fundando la actual ciudad en el lugar donde antes estuvo una pequeña aldea llamada Pârlădeni, que fue fundada en el año 1700.

## Población
Según el censo de 2002, en Însurăței vivían 7.336 habitantes, 97,7% étnicos rumanos y 2,2% gitanos. El 99,5% de sus habitantes son seguidores de la Iglesia ortodoxa rumana.

## Economía
El principal sector de la economía local es la agricultura, seguida del comercio y los servicios.